# 備轎 (婚禮)
備轎是指传统中式婚礼中與新娘所坐花轎相關的趨吉避凶、招福避邪習俗。

## 亮轿
古时婚娶时所用花轿一般均由轿行承制、出租，轿上有百子图、富贵牡丹、丹凤朝阳等图案来彰显喜庆吉利。轿行须在迎娶/婚宴一大早或者前一天晚上就派轿夫们把花轿抬到新郎家摆放，男方家要放鞭炮迎接，这一鸣炮接轿仪式称为「亮轿」，目的是驱灾避邪，同时宣告要办喜事了。如果是双顶娶，新郎须乘坐带着绣花绿缎的八抬绿色轿子，肇因古时官袍为蓝色和绿色，民间借此祈求好运，但蓝色已被用于区分迎娶不同等级的妾，所以新郎所乘轿子为绿色。另外还须准备两顶没有任何图案和绣花绸缎装饰的素色轿子，一红一绿，分别为男方的迎亲婆和女方的送亲婆或喜娘所乘坐。没有雇用专职迎亲婆时由媒婆兼任，这种情况下媒婆乘坐迎亲婆的红轿，否则媒婆须和迎娶队伍中其他人员（例如戏班和伴郎们）一样，只能乘车。在很多地区，媒婆也有一路步行的，为迎娶队伍的指挥。

## 晾轿
亮轿过后，花轿须和迎娶时所用的其他用具如灯、扇、伞、旗、锣、旗、牌等陈列在喜棚下，意在展示家族的财势，同时也含有去除晦气的寓意。这一礼俗称为「晾轿」。

## 闹轿
闹轿是指花轿抬到新郎家里后，要请族人中一位父母健在、夫妻双全、儿孙满堂和生活富裕的女子试坐花轿，以借这位好命女子的福气为新娘祝福，并祝新郎娶得同样好命的媳妇。轿夫们需在院内抬轿行走，边走边说吉语，例如：“花轿进屋，主人添富。花轿对栋，中举拔贡。” 

## 温轿
又称热轿、暖轿。温轿是指将盛有五谷杂粮的米斗加上一盏烛灯放入花轿中为新家庭祈求将来五谷丰登。花轿于迎娶前一晚送至新郎家时谷斗和烛灯须放置于轿内整晚。温轿婚俗各地不尽相同，中国北方部分地区用五谷盘，即盛着五种谷物的盘子，有时甚至可以代替压轿童子，而中国南方部分地区不可代替压轿童子，但只需米斗即可。

## 拜轿
中国南方俗称上马背。迎娶队伍出发前，赞礼和喜娘先要在轿前叩头浇酒，地上放捆稻草做拜垫，上盖红毡，形如马鞍，意在冲开恶鬼驿马星，祈求迎娶路上一路顺风，太平无事。

## 照轿
迎娶队伍将要出发时，鼓乐手要先行吹打奏乐，乐曲声中须由一名女性拿一盏灯或一面镜子在花轿内晃几下，叫「照轿」，有祈福之意。有些地區在照完后，还要在轿中放一个「旺盆」（就是带盖的火盆），预祝新人日后生活兴旺。各地婚俗不同，有的地方用暖炉代替火盆，有的地方用火熜代替火盆。
为女方的照轿仪式又稱搜轿，同男方照轿仪式相似。此举为辟邪，因婚娶为大喜之事，中国民间信仰认为冤鬼会匿藏轿内以沾喜气为自己改运，但却会对新人不利。搜轿时花轿停放须轿门朝外，女家有人燃着红烛、持着镜子，向轿内照一下，谓驱逐匿藏轿内的冤鬼。新娘上轿后，也要将这面照轿的小铜镜揣进胸口，可以免受灾祸，去邪避祟。

## 熨轿
照轿仪式完成后，请一位老年妇女手持熨斗绕花轿走两圈，取温暖如春之意。

## 压轿
迎娶队伍里为新娘准备的花轿不能空着去女方家里，因为娶亲为好事成双，民间认为新娘的花轿空着不吉利。所以，轿里面要坐一个小男孩，称为「压轿童子」。在大部分地区，压轿童子还须抱着一只公鸡，取「报吉」(谐音「抱鸡」)和金鸡报喜之意，也是祝福新人早生贵子之意。此一婚俗为「压轿」。
压轿男童要站在新娘所在的屋子的窗户外面，听候打鸡。当新娘整理 好穿戴，头上戴好“冠子”和凤冠时，要告诉窗外抱公鸡的压轿男童打鸡，打鸡鸡必叫，此乃“金鸡报喜”。

## 洗轿
俗称润轿，女家用铜盆舀半盆水，用条帚蘸水洒于轿角，寓意洗净轿外泥土。

## 扫轿
是指好命的全福人将轿内尘土象征性的拂去。

## 熏轿
是指在扫轿之后，用一把高香将轿内熏一下，充盈香气。

## 相轿
轿内旺盆点燃后轿中烟雾迷漫，新娘母亲撩起轿帘看过，此乃相轿。

## 祭轿
中国民间信仰认为诸神灵在其所辖地盘内神力最大，出了其辖区，其神力就会下降，所以虽有女方家神随行，但因其神力下降，迎娶队伍路上仍须轿神保佑。因此新娘上轿前，男方迎娶队伍于新娘家以酒祭轿神，以求保佑迎亲诸事顺利，此婚俗礼仪为祭轿。

## 运轿
新娘上轿前，由一位女方家族长者于花轿四角各燃一炷香，花轿顶上放碗凉水，然后在花轿四角各烧一张火纸，拿起菜刀，端着凉水，在轿杠的四角象征性的各砍一刀，再将凉水洒向花轿四角，意为打煞气，同时嘴里念运轿经语：「东西南北中，神仙在虚空。五方五佛圣，各归各的位。花轿应归新娘坐，争坐花轿理不容。祈求平安吉祥，礼拜如来讲真常。」运轿完成后，新娘才能上轿。此举目的也是为辟邪。